# Voves
Voves era una comuna francesa situada en el departamento de Eure y Loir, de la región de Centro-Valle de Loira, que el 1 de enero de 2016 pasó a ser una comuna delegada de la comuna nueva de Les Villages-Vovéens al fusionarse con las comunas de Montainville, Rouvray-Saint-Florentin y Villeneuve-Saint-Nicolas.

## Historia
En 1939 se instaló un centro de entrenamiento para artilleros antiaéreos. Tras la derrota francesa en 1940, el ejército alemán lo usó como campo de prisioneros para militares franceses. Posteriormente sería lugar de internamiento de militantes comunistas de la Isla de Francia; después de presos políticos y de derecho común trasladados desde otros campos de diversas partes de Francia. Aunque durante la mayor parte del tiempo permaneció bajo control francés, la fuga de cuarenta y dos internos en mayo de 1944 hizo que el campo quedará bajo el control de las SS, que enviaron a la totalidad de los internos a campos de concentración o exterminio en Alemania, de donde muy pocos regresarían. Al acabar la guerra sirvió de nuevamente de campo de prisioneros de guerra, esta vez alemanes. Actualmente acoge un memorial.

## Demografía
| Gráfica de evolución demográfica de Voves entre 1800 y 2013 |
|                                                             |

Los datos demográficos contemplados en este gráfico de la comuna de Voves se han cogido de 1800 a 1999 de la página francesa EHESS/Cassini, y los demás datos de la página del INSEE.